# Atari Mindlink
El Atari Mindlink es un controlador de videojuego no comercializado para Atari 2600, se iba a lanzar en 1984. El Mindlink era único en su época y su forma de cinta el permitía controlar el juego mediante las señales de movimiento de la frente del jugador. Los movimientos de la frente se leían por sensores infrarrojos y se transferían como movimiento en el juego.
Se estaban desarrollando tres juegos para usar con Mindlink: Bionic Breakthrough, Telepathy y Mind Maze. Bionic Breakthrough, básicamente un clon de Breakout controlado con el Mindlink. Mind Maze usaba el Mindlink para una percepción extrasensorial. Las pruebas realizadas derivaron en dolores de cabeza para los jugadores por el movimiento constante de sus cejas. Ninguno de estos juegos se desarrolló sin soporte para Mindlink.